# Сюйчжоу (аэропорт)
Сюйчжоу (Xuzhou Guanyin International Airport) — аэродром совместного базирования в 45 км от одноименного города Сюйчжоу провинции Цзянсу КНР.

## История
Аэродром относится к классу аэродромов совместного использования. В период с марта 1950 года по ноябрь 1950 года на аэродроме располагались части и соединения Шанхайской группы войск ПВО для организации противовоздушной обороны Китая и противодействия налетам авиации Гоминьдана.
Для использования в гражданских целях аэропорт Сюйчжоу открыт 8 ноября 1997 года, площадь здание аэровокзала составляет 20000 кв. м. Стоимость строительства оценивалась в $ 105 млн. В 2007 году аэропорт обслужил 414057 пассажиров, что на 38 процентов больше по сравнению с предыдущим годом, занял 59-е место в КНР.